# ララミー牧場
『ララミー牧場』（ララミーぼくじょう、原題:LARAMIE）は、1959年から1963年にかけてアメリカのNBCで放送されたテレビ映画（テレビドラマ）。1860年代のワイオミング州ララミーを舞台に、牧場経営者とその仲間である流れ者のガンマンの周囲で起こる出来事を描いた西部劇である。主演はジョン・スミスとロバート・フラー。
日本では1960年から1963年までNETテレビ（現:テレビ朝日）系で放送され、当時の人気番組となった。

## 概要
題名は「ララミー牧場」だが、牧場の名前は「シャーマン牧場」で「ララミー」は舞台となる牧場がワイオミング州ララミーにあることからきている。
一話完結方式で全124話、第1第2シーズンは白黒番組であったが第3シーズンよりカラー番組となった。
1963年7月の最終回では、124話の初回でジェスがララミー牧場にやって来た最初のエピソードを放送して放送終了となった。

## 日本での放送
日本では、1960年6月30日から1963年7月18日まで、毎週木曜日夜8時からNETテレビ（現:テレビ朝日）系で放送された。提供は、アサヒビールとバヤリースオレンヂ（現在のアサヒ飲料）。放送中には、ロバート・フラーの来日時のスタジオでの特別番組（司会は淀川長治）や、ロバート・フラーの父母を交えての「ララミー牧場大会」のイベントも放送されたことがあった。
本国ではあまり人気はなかったが、輸入代理・配給をしていた太平洋テレビジョンに所属し日本語版の演出担当である春日正伸の「ロバート・フラーの顔は日本人に受ける」という判断で放送に踏み切った。
番組の最後には、映画評論家の淀川長治が作品を解説する「西部こぼれ話」というコーナーがあった。これは、当時の1時間番組はCM放送時間が計6分と決まっていたが、本作の本編時間は正味45分程度で5分ほど放送時間が余るため、その穴埋めとして企画されたことが始まりだった。このコーナーは人気を集め、後に淀川は代表作となる『日曜洋画劇場』の解説を務めることとなった。
NETテレビ担当の米田喜一、スポンサーであるアサヒビールの米内貞弘、解説の淀川をはじめ、スタッフが吹き替えなど多くの工夫を凝らした結果、本作は当時大ヒットとなり一連の社会現象を巻き起こした（後述）。

### 吹き替え
当時は2か国語放送が無く日本語吹き替えのみの放送だったこともあり、輸入した太平洋テレビの清水昭や演出の春日正伸を中心とするスタッフによって「日本人に受けること」を目指し吹き替えには様々な工夫がされた。
ロバート・フラー演じるジェスの吹き替えは、久松保夫が担当。キャラクターとマッチすると考えた春日によってジェスは「べらんめえ口調」で話すキャラクターになった。西部劇の日本語吹き替えで主人公に「べらんめえ口調」を取り入れる手法を採用したのは本作が初であった。
作品内容にも大きな脚色が加えられ、主役のジェスとスリムをヒーローにさせるために意訳を超えた改変も多く行われた。ある話では、ゲスト出演した名保安官が主役二人より目立つためニセ保安官（敵役）に仕立てたこともあったといい、春日は後に「完全に浪花節に本（台本）を書き換えた」と述べている。
吹き替え音声は、2010年時点で21話分が現存。同年発売のDVDは、その21話分のみが収録された。

### 人気
元々本国アメリカではそこまで人気ではなく、視聴率ランキングに名を連ねることのない作品だった。だが、吹き替えや淀川の解説など多くの工夫が功を奏し、1961年2月23日放送回は同年のNETテレビでの番組視聴率ランキング1位となる43.7%を記録。これは同年の海外ドラマ視聴率ランキング1位ともなり、同時期に人気だった『ローハイド』の最高視聴率43.4%（同年8月5日放送）を上回る記録となった。特に、ロバート・フラー演じるジェスが女子高生を中心に大きな人気を得たという。
あまりの人気から、ロバート・フラーは招聘を受けて1961年4月17日に初来日。到着した羽田空港には2000人を超えるファンが、全国主要都市で行われた歓迎会には数万人ものファンが殺到（大阪府御堂筋を訪れた際は十万人を記録）し、池田勇人首相（当時）にも招かれるなど、一連の社会現象を巻き起こした。これは後に来日したビートルズでさえ受けなかった厚遇であり、当時の熱狂ぶりが窺える。日本滞在中は吹き替えた久松や淀川と行動を共にし、実際の収録現場にも立ち会った。フラーはその後、同年9月にも来日している。
ロバート・フラー来日後、彼は第3シーズンの初回で特別編として、ララミー牧場に日本から客が来たという設定のエピソードを製作している。
スリム役のジョン・スミスは、当初フラーと共に招待されたものの母親の病気の影響で実現せず、翌1962年3月に妻と観光旅行として来日。吹き替えた村瀬正彦とも対面し「日本での好評はあなたの影の力のおかげ」と賛辞を贈った。

## ストーリー
米国で南北戦争が終焉を迎えた1860年代後半、ワイオミング州ララミー市の郊外にあるシャーマン牧場があった。父親をならず者に殺されたスリム・シャーマンとアンディ・シャーマンの兄弟が経営しており、牧場を残すための資金稼ぎとして駅馬車中継所も営みながら暮らしていた。
ある日、ジェス・ハーパーと名乗る一匹狼のガンマンが流れ着き、牧場を襲ったギャングを見事なガンさばきで倒したことから、牧場の一員として受け入れられることになる。彼もまた、自分の父を殺され放浪の旅に出た孤独な男であった。そしてこの3人と父親と親しかったウイリーの4人が、牧場を守りながら大陸横断郵便の要である駅馬車中継所を柱に、雄大な西部を背景として、そこで起こる様々な事件や出来事に立ち向かっていく。

## 登場人物

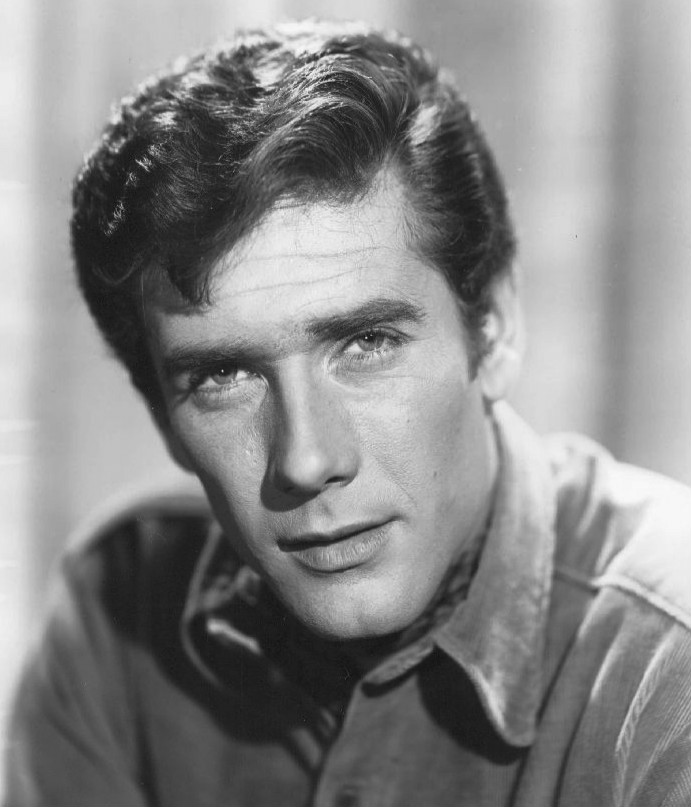
ロバート・フラー

スリム・シャーマン
演 - ジョン・スミス、吹替 - 村瀬正彦
シャーマン兄弟の兄。シャーマン牧場の牧場主。
ジェス・ハーパー
演 - ロバート・フラー、吹替 - 久松保夫
流れ者のガンマン。投げ縄と銃の名手。
日本では高い人気から実質的な主人公だとする見方もあるが、本編クレジットではジョン・スミスの次で主演の一人という扱いである。
アンディ・シャーマン
演 - ロバート・クロフォード・Jr、吹替 - 渋沢詩子
シャーマン兄弟の弟。ジェスを慕う。
第2シーズン以降は東部の大学へ進学したため未登場となり、演じるロバートも降板となった。
ウイリー
演 - ホーギー・カーマイケル、吹替 - 八奈見乗児
シャーマン兄弟の父の親友。爺や。原語での名前は「ジョンジー（Jonesy）」
アンディと共に、第2シーズン以降は登場していない。
マイク・ウイリアムズ
演 - デニス・ホームズ、吹替 - 久松夕子
インディアンに両親を殺された少年。
第3シーズンから登場。
ディジー・クーパー（デイジーおばさん）
演 - スプリング・バイトン、吹替 - 戸川暁子
マイクとは血縁はないが、仲良く居候となった。
第3シーズンから登場。

## 日本語版スタッフ
- 演出 - 春日正伸
- 翻訳 - 宇津木道子
- 配給 - 太平洋テレビ
- 制作 - 太平洋テレビ、東北新社[3]

## 主題歌
日本語版の主題歌はデューク・エイセスが担当した。
テレビ映画でメインタイトルはサウンドトラックの音楽を使うのが通常だが、本作の場合、普通にサウンドトラックの音楽を流す場合と、デューク・エイセスが主題歌を唄う場合とがあった。また何故かデューク・エイセスの唄の場合は2番の歌詞で唄われていた。
開始時に主題歌が無かったため、NETテレビ担当の米田喜一の提案で作ることとなったという。オープニングのメインタイトル表示で流れたサウンドトラック音楽の一節を使うことになり、試行錯誤した結果、それをスロー再生したものから同局美術スタッフの協力でハモンドオルガンを使用し楽譜を作成。それに春日正伸が歌詞をつけ完成したという。

### クレジット
- 作詞 - ビル・オラフソン
- 訳詩 - 井田誠一
- 作曲 - シリル・J・モックリッジ
- 唄 - デューク・エイセス

## 特別番組
日本では、ロバート・フラー初来日の際に複数の回が特別番組に変更されている。
1961年4月20日には「ジェスが日本にやって来た」を放送。同年5月4日には、東京体育館で行われたチャリティーショーの公開録画を「ララミー牧場大会・ララミーから来た男」と題して放送した。その後、9月14日には二度目の来日を果たしたフラーの東京体育館でのチャリティーショーを「第二回ララミー牧場大会」として放送している。

## その他
- 松本あきら（現・松本零士）の漫画版「ララミー牧場」が、月刊漫画雑誌「日の丸」1960年10月号 - 1962年10月号に連載された[5]。
- 東海3県では、1961年4月4日から1962年3月29日まで中部日本放送（以下・CBC）にて時差放映され【火曜14:15-15:15 → 土曜14:30-15:30 → 木曜17:45-18:45】、この時は早川電機が協賛し「シャープ西部劇場」（のちに「シャープ映画劇場」）として放映していた。これはCBCでの放映形態が、NETテレビ（以下・NET）からのネット受けではなかったからである。NETと太平洋テレビが放映契約を結ぶ以前に、既にCBCが独自に結んでいたという太平洋テレビとの放映契約に基づくものだった。CBCとの契約の存在を、NET側は後になって知ったため、いわば二重契約の状態であり、これが原因でNETと太平洋テレビは危うく衝突しかけたが、結局は「放送ネット局の拡大」などいくつかの追加条件を加えた覚書を両者で交わすことで決着した（以上のいきさつからNETとCBCとでは、放映順がかなり異なっている）。その後、1962年4月に開局した名古屋テレビへと移行され、4月5日よりNETと同時ネットで放送を開始した。[6][7][8] また、関西ではこの当時はNETは毎日放送と、TBSは朝日放送とでネットワークを結んでいたので、「ララミー牧場」も毎日放送で放映されていた。
- 1982年に行われた「スーパーニッカ」（ニッカウヰスキー）のテレビCMシリーズ「スーパーメモリーシリーズ」の一本として、本作が取り上げられた。奇しくもニッカはアサヒビールの系列であった。

## 参考
- テレビ朝日『映画はブラウン館の指定席で : 淀川長治と『日曜洋画』の20年』全国朝日放送、1986年。ISBN 4881310798。
- テレビ朝日『報道ステーション』（2007年11月16日放送）